# 지상에서 영으로
지상에서 영으로는 한국에서 제작된 한상훈 감독의 1967년 영화이다. 남궁원 등이 주연으로 출연하였고 주동진 등이 제작에 참여하였다.

## 출연

### 주연
- 남궁원
- 도금봉
- 이예춘
- 황해

## 제작진
- 조명: 정경희
- 미술: 이문현